# 红花鹿蹄草
红花鹿蹄草（学名：Pyrola incarnata）为鹿蹄草科鹿蹄草属下的一个种。